# OCROMクリニック
医療法人平心会 OCROMクリニック（いりょうほうじんへいしんかい おくろむくりにっく）は大阪府吹田市に位置する医療法人の診療所である。
臨床試験（治験）に特化した診療所で、第I相～第III相試験および製造販売後臨床試験に対応している。

## 沿革
- 1999年（平成11年）7月 - 大阪医薬品臨床開発診療所開設
- 2006年（平成18年）1月 - 医療法人化により医療法人平心会 大阪医薬品臨床開発診療所となる
- 2007年（平成19年）7月 - 医療法人平心会 OCROMクリニックに名称変更

## 交通
- 北大阪急行電鉄南北線桃山台より徒歩10分（約900m）。

## 関連施設
- 医療法人平心会 大阪治験病院
- 医療法人平心会 ToCROMクリニック